# 黄茅岭乡
黄茅岭乡，是中华人民共和国云南省红河哈尼族彝族自治州元阳县下辖的一个乡镇级行政单位。

## 行政区划
黄茅岭乡下辖以下地区：
戈它村、黄兴寨村、大山村、董棕寨村、普龙寨村、石门村和夕欧村。